# Viviane Reding

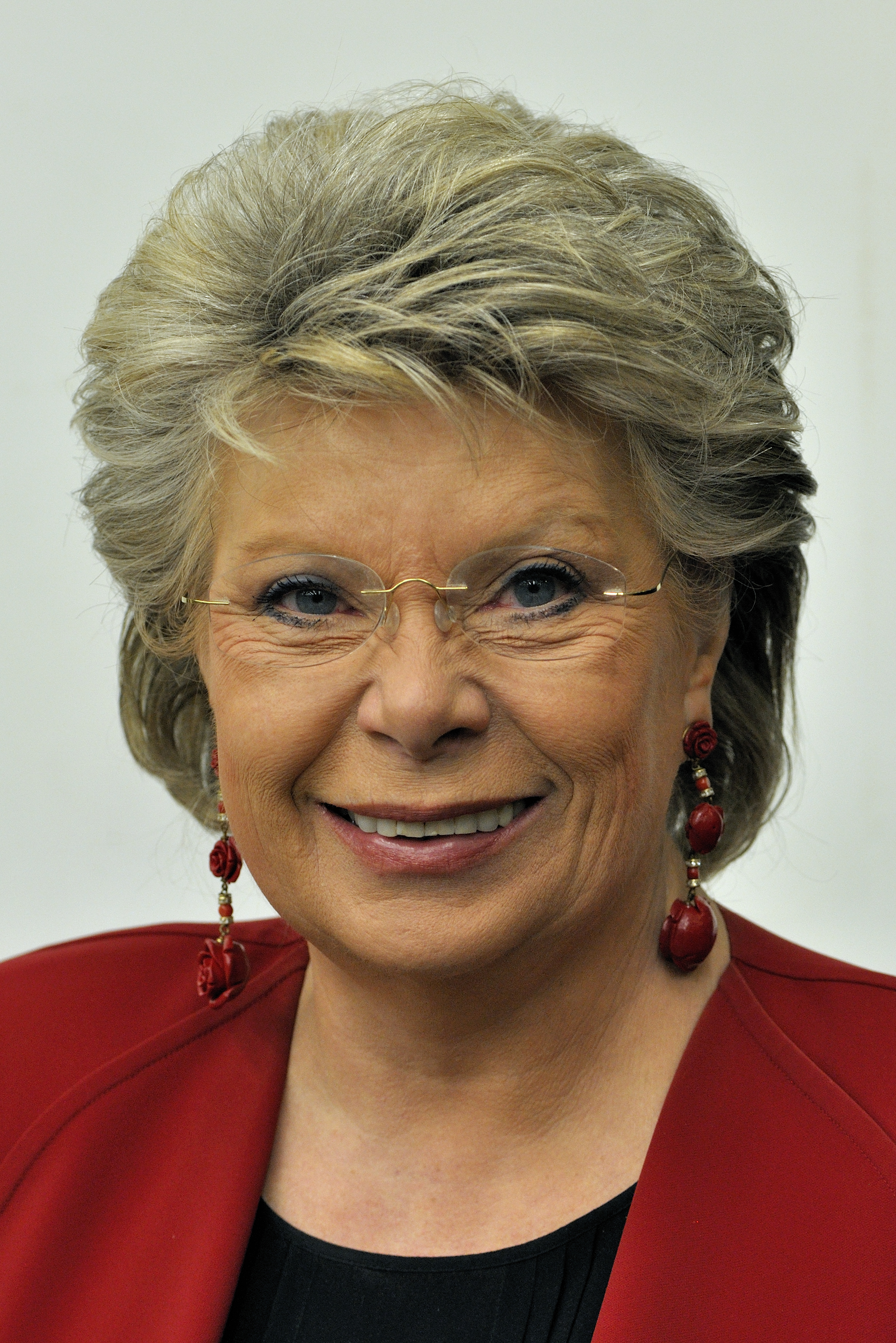
Viviane Reding (2014)

Viviane Reding [viˈvjan] (* 27. April 1951 in Esch an der Alzette, Luxemburg) ist eine luxemburgische Journalistin und Politikerin (CSV und EVP-Fraktion). Vom 10. Februar 2010 bis Mitte 2014 war sie Vizepräsidentin der Europäischen Kommission und Kommissarin für das Ressort Justiz, Grundrechte und Bürgerschaft. Seit der Europawahl 2014 war Reding nicht mehr EU-Kommissarin und wieder Mitglied im Europäischen Parlament. Reding ist auch Beraterin für den transatlantischen Thinktank European Horizons. Mit 1. September 2018 schied sie aus dem Europaparlament aus, für sie rückte Christophe Hansen nach.

## Leben und berufliche Laufbahn

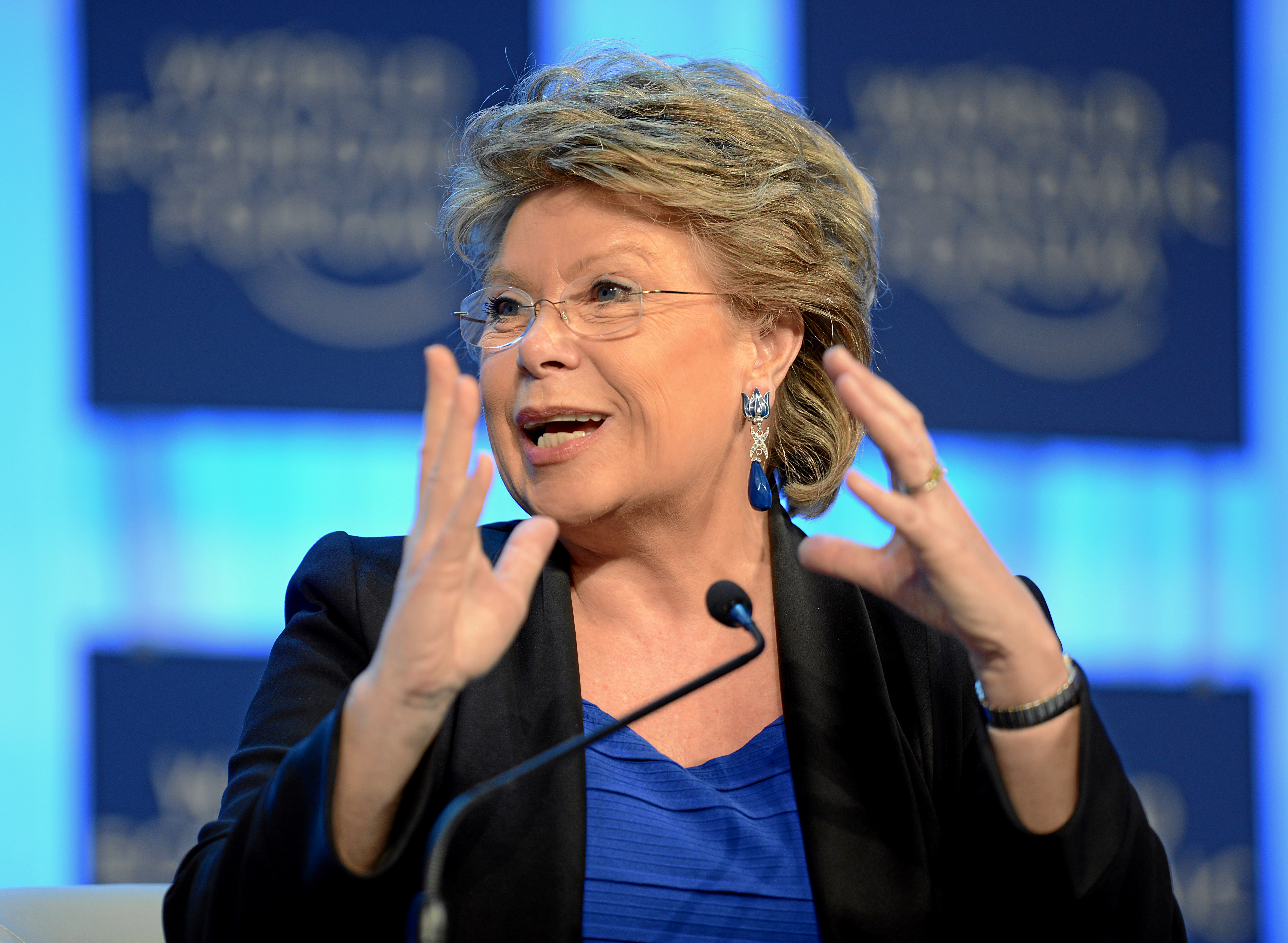
Reding während des WEFs 2013

Viviane Reding studierte an der Sorbonne in Paris, promovierte und schloss ihr Studium 1978 mit dem Titel Doktor der Humanwissenschaften ab. Nach ihrem Studium arbeitete sie als Journalistin für die Tageszeitung Luxemburger Wort. Von 1986 bis 1998 war sie außerdem Vorsitzende des Luxemburgischen Journalistenverbands. Gleichzeitig begann sie eine aktive politische Tätigkeit. Sie war mit einem Griechen verheiratet und hat drei Kinder.

### Politische Karriere in Luxemburg
Im Jahr 1979 ging Reding für die CSV in die Politik. Von 1979 bis 1989 war sie Mitglied des luxemburgischen Parlaments. Als Mitglied des luxemburgischen Parlaments war sie Vorsitzende des Sozialausschusses, Mitglied des Büros der Abgeordnetenkammer, Mitglied der Versammlung der Benelux-Parlamente und Mitglied der Nordatlantischen Versammlung. In ihrer Partei, der Christlich Sozialen Volkspartei (CSV), hatte sie von 1995 bis 1999 zudem den stellvertretenden Vorsitz inne.
Außerdem war sie von 1981 bis 1999 Mitglied des Gemeinderates der Stadt Esch an der Alzette und übte dort von 1992 bis 1999 den Vorsitz des Ausschusses für kulturelle Angelegenheiten aus. Nach ihrer Karriere als Kommissarin der Europäischen Kommission und Parlamentarierin des Europäischen Parlaments ist sie seit 2018 wieder Mitglied des luxemburgischen Parlaments.

### Politische Karriere in Europa
Reding kann auf mehr als 25 Jahre Berufserfahrung in der europäischen Politik zurückblicken. Die ersten zehn Jahre davon war sie Mitglied des Europäischen Parlaments. Im Jahr 1999 wurde sie von Romano Prodi sodann als Kommissarin für Bildung, Kultur, Medien und Sport in die Europäische Kommission berufen. Anschließend erhielt sie in der Kommission Barroso I (2004–2009) das Ressort für Medien und Informationsgesellschaft. Vom 10. Februar 2010 bis Juli 2014 war sie in der Kommission Barroso II (2009–2014) Vizepräsidentin der Kommission und als Kommissarin zuständig für das Ressort Justiz, Grundrechte und Bürgerschaft. Von Juli 2014 bis zum August 2018 war sie wieder Mitglied des Europäischen Parlamentes.

#### Mitglied des Europäischen Parlaments
Im Jahr 1989 wurde Reding erstmals, 1994 erneut in das Europäische Parlament gewählt, wo sie der christdemokratischen EVP-Fraktion angehörte und bis 1992 dem Petitionsausschuss vorsaß. Zudem war sie unter anderem von 1992 bis 1994 stellvertretende Vorsitzende im Ausschuss für soziale Angelegenheiten, Beschäftigung und Arbeitsumwelt sowie von 1997 bis 1999 im Ausschuss für Grundfreiheiten und innere Angelegenheiten. Außerdem war sie Leiterin der luxemburgischen Delegation in der Europäischen Volkspartei (EVP) und Mitglied im Fraktionsvorstand der EVP. Von Juli 2014 bis August 2018 war sie wieder Mitglied des Europäischen Parlamentes.

#### Mitglied der Europäischen Kommission
Bei der Europawahl im Juni 1999 wurde sie ein drittes Mal in das Parlament gewählt, schied jedoch wenige Monate später daraus aus, um Mitglied der Europäischen Kommission unter Romano Prodi zu werden. In der Kommission Prodi, im Amt von 1999 bis 2004, war sie für das Ressort Bildung, Kultur, Jugend, Medien und Sport zuständig. Hierbei war sie maßgeblich an der Förderung des Erasmus Mundus Programmes beteiligt, welches den Studentenaustausch unter den Mitgliedsstaaten fördert.
Anschließend erhielt sie in der Kommission Barroso I das Ressort für Medien und Informationsgesellschaft, das sie von 2004 bis 2010 ausübte. In dieser Eigenschaft setzte sie das politisch umstrittene Vorhaben für die Senkung der EU-weiten Roaminggebühren durch. Der von ihr initiierte, diesbezügliche Regulierungsvorschlag wurde am 23. Mai 2007 vom Europäischen Parlament verabschiedet.
Vom 10. Februar 2010 bis Juli 2014 war Reding in der Kommission Barroso II Kommissionsvizepräsidentin und Kommissarin für das nach dem Vertrag von Lissabon neu geschaffene Ressort für Justiz, Grundrechte und Bürgerschaft. In dieser Eigenschaft setzte sie einen politisch sehr umstrittenen Richtlinienvorschlag zur ausgewogeneren Vertretung von Frauen und Männern in Aufsichtsräten börsennotierter Unternehmen (sogenannte Frauenquote) durch. Außerdem wurde auf ihren Vorschlag hin eine Richtlinie zur Stärkung der Opferrechte verabschiedet.
Des Weiteren arbeitete sie an einer europäischen Vereinheitlichung des Datenschutzrechts und stellte am 25. Januar 2012 den EU-Kommissionsentwurf zur geplanten EU-Datenschutzreform vor, bestehend aus einer Datenschutz-Grundverordnung für die Verarbeitung von personenbezogenen Daten durch private Unternehmen und öffentliche Stellen sowie einer Datenschutz-Richtlinie für Polizei und Strafjustiz.
Darüber hinaus war sie für die öffentliche Kommunikation der Kommission zuständig, auch wenn sie nicht formal das Ressort Kommunikationsstrategie innehatte, das in früheren Kommissionen existiert hatte. Ende August 2010 stellte Reding in dieser Funktion eine neue Strategie vor, nach der der Kommissionspräsident José Manuel Barroso künftig stärker im Mittelpunkt stehen solle. Das „Jahr der Europäischen Bürgerinnen und Bürger“ im Jahr 2013 wurde von ihr betreut. Dabei hat sie es sich zum Ziel gesetzt, Europa den Bürgerinnen und Bürgern näher zu bringen und eine Debatte über die Zukunft Europas anzustoßen.
Reding setzte sich auch für die Gründung einer EU-Staatsanwaltschaft ein, da in allen Mitgliedsstaaten der EU, auch in Deutschland, EU-Fördergelder zum Teil in wenig sinnvolle Projekte fließen. Da die EU derzeit über keine eigene Staatsanwaltschaft verfügt und die nationalen Staatsanwaltschaften gerade einmal in 50 % der Fälle den Beschwerden der EU-Kommission nachgehen, ist es der Kommission nicht möglich, die Veruntreuung der Steuergelder entsprechend zu ahnden.

### Angebote der Privatwirtschaft
Nach dem Wechsel von der Europäischen Kommission ins Europäische Parlament im Juli 2014 erhielt Viviane Reding mehrere Angebote der Privatwirtschaft.
Von 2015 bis 2023 war sie Mitglied im Kuratorium der Bertelsmann Stiftung. Reding wohnt den Verwaltungsräten von Nyrstar und Agfa-Gevaert bei. Außerdem erhielt sie Angebote, für die (noch in Planung befindliche) UEFA Foundation for Children und für verschiedenen Referenten-Agenturen zu arbeiten.
In diesem Zusammenhang hat es Kritik wegen möglicher Interessenskonflikte und des politischen Drehtüreffektes gegeben. Viviane Reding selbst betrachtet ihre Nebenbeschäftigungen als unproblematisch; ebenso wurden diese seitens der Europäischen Kommission genehmigt.

## Politische Positionen und Aktivitäten
In ihrer Position als Kommissarin für Bildung, Kultur, Medien und Sport brachte Reding das Erasmus Mundus Programm maßgeblich voran, welches den Studentenaustausch unter den Mitgliedsstaaten fördert. Im Jahr 2006 kritisierte Reding als Medienkommissarin heftig die hohen Roaminggebühren für Mobilfunknetze in der EU und initiierte eine EU-Verordnung, um diese zu senken. Ihr diesbezüglicher Regulierungsvorschlag wurde am 23. Mai 2007 vom Europäischen Parlament verabschiedet.
Am 14. September 2010 warf Reding als Justizkommissarin Frankreich vor, die Abschiebung von Roma nur aufgrund von deren Zugehörigkeit zu einer ethnischen Minderheit zu betreiben. Dabei sprach sie sich für die Einleitung eines Vertragsverletzungsverfahrens gegen Frankreich aus. In der entsprechenden Pressekonferenz sagte sie: “This is a situation I had thought Europe would not have to witness again after the second world war.” (deutsch: „Ich hatte gedacht, dass Europa nach dem Zweiten Weltkrieg nicht noch einmal Zeuge eines solchen Geschehens würde.“) Dies wurde von einigen hochrangigen Politikern als Vergleich mit der Verfolgung der Roma durch die Nationalsozialisten verstanden. (Siehe auch: Europäische Reaktionen auf Roma-Abschiebungen in Frankreich im Sommer 2010.) Reding teilte ihr Bedauern über die Möglichkeit einer derartigen Interpretation mit.
Im Zusammenhang mit der griechischen Finanzkrise und der Euro-Krise kritisierte Reding im Juli 2011, dass die drei wichtigsten US-amerikanischen Ratingagenturen (Standard & Poor’s, Fitch Ratings und Moody’s) eine oligopolistische Macht einnähmen. Sie forderte daher, entweder diese drei Agenturen zu zerschlagen oder die Gründung zusätzlicher europäischer und asiatischer Agenturen zu fördern.
Im Zusammenhang mit den Massenprotesten gegen das ACTA-Gesetzesvorhaben forderte Reding am 13. Februar 2012 dessen Überprüfung durch den Europäischen Gerichtshof (EuGH). Sie sagte: „Der Schutz von Urheberrechten kann die Aufhebung von Meinungs- und Informationsfreiheit nie rechtfertigen“ und deshalb seien Netzsperren für sie niemals eine Option.
Nach den Gesetzesänderungen und der Einführung einer neuen Verfassung zum 1. Januar 2012 in Ungarn kritisierte Reding Premierminister Viktor Orbán für die weitreichenden Beschneidungen des ungarischen Rechtsstaates: „Mit der Rechtsstaatlichkeit ist nicht zu spaßen. Eine Verfassung ist kein Spielzeug, das man alle paar Monate ändern kann.“ Auch nach einer vierten Verfassungsänderung beanstandete Reding Unvereinbarkeiten mit dem Vertrag über die Europäische Union. Ihre Kritik führte zur fünften Änderung der Verfassung.
Reding setzt sich für die Verbesserung der Gleichstellung von Männern und Frauen ein. Zu diesem Zweck unterstützt sie eine 40-%-Frauenquote in Aufsichtsräten großer börsennotierter Unternehmen. Der Vorschlag wurde im November 2012 im Kollegium der Kommissare angenommen und im November 2013 vom Europäischen Parlament bestätigt. Die zur Umsetzung der Idee in eine gesetzliche Regelung notwendige Zustimmung des EU-Ministerrats wurde seitdem allerdings nicht erreicht. Eine Initiative der italienischen Ratspräsidentschaft im zweiten Halbjahr 2014 scheiterte unter anderem an dem entschiedenen Widerstand Großbritanniens und der Niederlande.

## Ehrungen und Auszeichnungen
- 1992: Creu-de-Sant-Jordi-Preis der Generalität von Katalonien
- 2001: Der „Mérite Européen“ in Gold
- 2004: Doktor honoris causa der Universität Hu Chen Taiwan
- 2004: Doktor honoris causa der Universität Genua
- 2004: Robert-Schuman-Medaille
- 2004: Doktor honoris causa der Universität Turin
- 2004: Prinz-von-Asturien-Preis für Internationale Zusammenarbeit
- 2005: Gloria-Artis-Medaille für kulturelle Verdienste in Gold, der höchsten Auszeichnung des polnischen Kulturministeriums
- 2005: Verleihung des französischen Abzeichens „Officier dans l’ordre national de la Légion d’honneur“
- 2007: Kommissarin des Jahres, Auszeichnung des „European Voice“
- 2007: Deutscher Mittelstandspreis
- 2009: Doktor honoris causa der US-Universität „Sacred Heart“ Luxemburg
- 2010: BeNeLux-Europa Award
- 2012: Doktor honoris causa der Universität Glasgow
- 2014: Aenne Burda Award
- 2016: Datenschutzpreis der Gesellschaft für Datenschutz und Datensicherheit (GDD) e. V., überreicht von Sabine Leutheusser-Schnarrenberger.[29]